# 405 Thia
405 Thia là một tiểu hành tinh rất lớn ở vành đai chính. Nó được xếp loại tiểu hành tinh kiểu C và dường như có thành phần cấu tạo bằng vật liệu cacbonat.
Tiểu hành tinh này do Auguste Charlois phát hiện ngày 23.7.1895 ở Nice, và được đặt theo tên Theia, một trong 12 thần Titan trong thần thoại Hy Lạp.